# Švedlár
Švedlár (deutsch Schwedler, ungarisch Svedlér) ist eine Gemeinde in der Slowakei in der Zips gelegen.

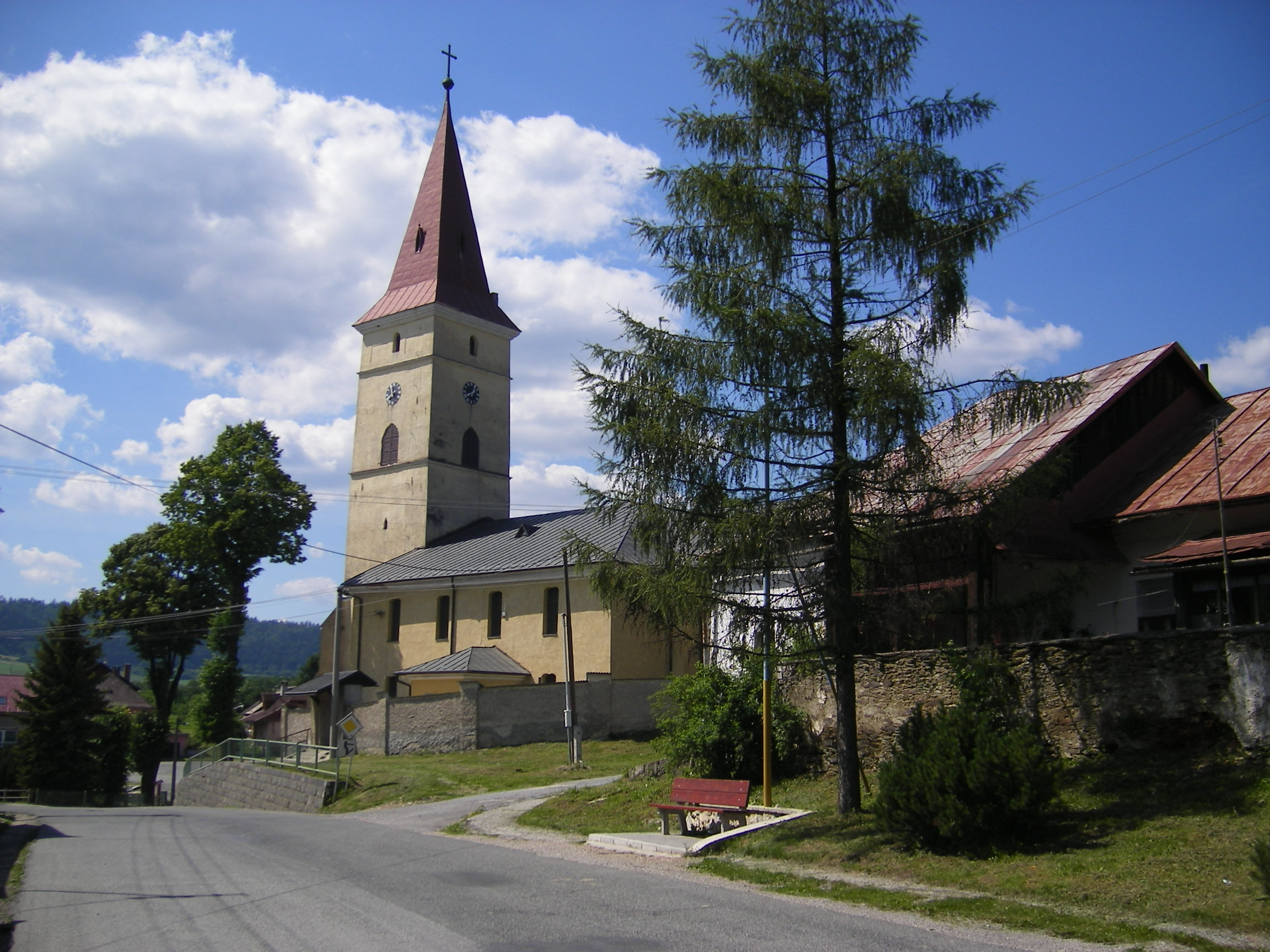
Kirche im Ort

Bereits im 14. Jahrhundert ließen sich Siedler, zumeist Zipser Sachsen, am linken Hnilec-Ufer nieder und gründeten die Ortschaft. Nach kurzer Zeit bekam Švedlár bereits Stadtcharakter und gewann durch die Kupferverhüttung schnell an Bedeutung.
Im 19. Jahrhundert verlor die Stadt an Bedeutung, und viele Bewohner wanderten aus. Nach dem Zweiten Weltkrieg wurden fast alle deutschstämmigen Einwohner vertrieben.
In den letzten Jahren kam es im Ort zu vielen Veränderungen, durch die bessere wirtschaftliche Lage wurde vieles renoviert und neue Geschäfte wurden eröffnet.

## Persönlichkeiten
- Ferdinand Martin Klein (* 1934), deutscher Hochschullehrer für Heil- und Sonderpädagogik